# Imínio

A estrutura geral de um cátion imínio

Um sal de, ou cátion imínio em química orgânica tem a estrutura geral [R¹R²C=NR3R4]+ e é como uma imina protonada ou substituída. É um intermediário em muitas reações orgânicas tais como o rearranjo de Beckmann, a reação de Vilsmeier-Haack, a reação de Stephen ou a reação de Duff. Os usos de nomes alternativos como compostos de imônio é desaconselhável.

## Reações envolvendo sais de imínio
- Rearranjo de Beckmann
- Sal de Eschenmoser
- Reação de Duff
- Reação de Stephen
- Reação de Vilsmeier-Haack

## Íons iminílio
Íons iminílio têm a estrutura geral R2C=N+. Eles formam uma subclasse dos íons nitrênio..